# خريستوس اركوداس
خريستوس اركوداس (13 يونيو 1990 بأثينا في اليونان - ) هو لاعب كرة قدم يوناني في مركز الدفاع. لعب مع أيك أثينا ونادي أتروميتوس ونادي لاميا وAthens Kallithea F.C. ‏ وأتلاتيك أنوسيس قسطنطينبولس ‏ وThiva F.C. ‏.

## روابط خارجية
- خريستوس اركوداس على موقع قاعدة بيانات كرة القدم.إي يو (الإنجليزية)
- خريستوس اركوداس على موقع Soccerway.com (الإنجليزية)
- خريستوس اركوداس على موقع عالم كرة القدم.نت (الإنجليزية)